# Richard Tarnas
 (février 2018).
Richard Theodore Tarnas, né le 21 février 1950 à Genève, est un historien de la culture et un professeur suisse de philosophie et psychologie au California Institute of Integral Studies (en) de San Francisco. 

## Biographie
Richard Tarnas naît en février 1950 à Genève Il est diplômé de l'université Harvard en 1972. Il obtient son doctorat en 1976 au Saybrook Institute. 
Il est l'auteur de divers ouvrages, The Passion of the Western Mind (1991) et Cosmos and Psyche: Intimations of a New World View (2006). Il a été président de l'International Transpersonal Association et a été membre du conseil d'administration de l'Institut Jung de San Francisco.
L'astronaute Susan Helms cite The Passion of the Western Mind comme l'un des cinq livres qui ont inspiré sa carrière d'astronaute.

## Publications
- LSD psychotherapy, theoretical implications for the study of psychology, 1976.
- Birth and rebirth: LSD, psychoanalysis, and spiritual enlightenment.
- The Passion of the Western Mind: Understanding the Ideas That Have Shaped Our World View, Ballantine, 1991  (ISBN 0-345-36809-6).
- Prometheus the Awakener: An Essay on the Archetypal Meaning of the Planet Uranus, Spring Publications, Woodstock, CT, 1995  (ISBN 0-88214-221-6).
- Cosmos and Psyche: Intimations of a New World View, Viking, 2006  (ISBN 0-670-03292-1).